# Đất nước tôi

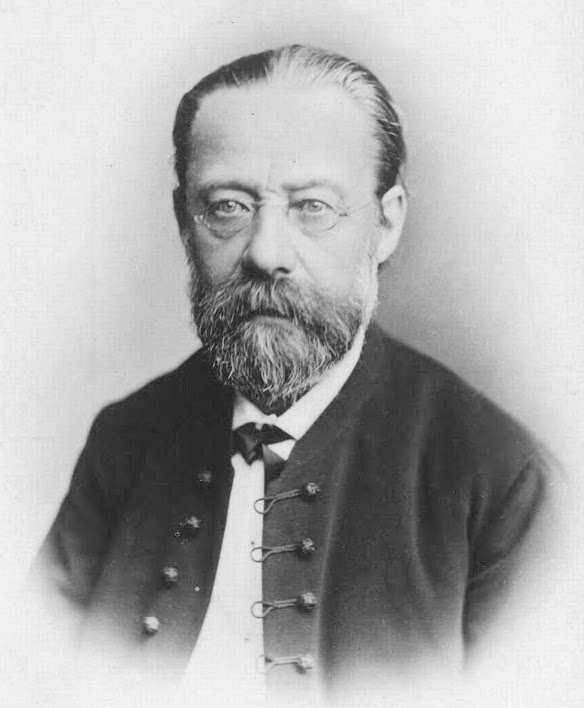
Bedřich Smetana, tác giả tập thơ giao hưởng Má vlast, năm 1878

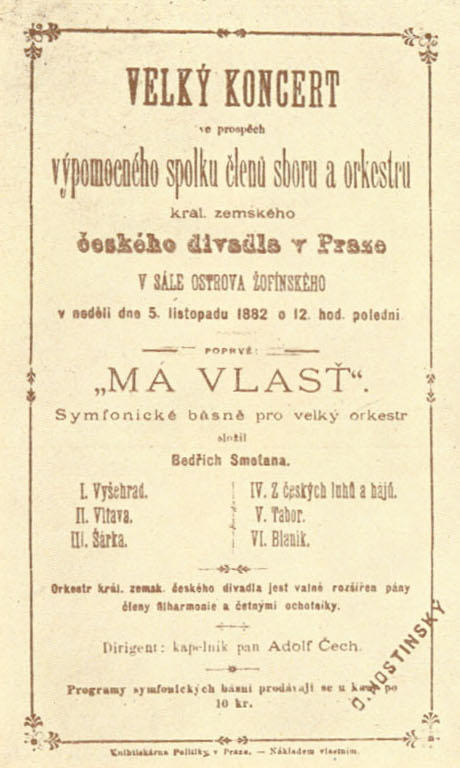

Má vlast (tiếng Việt: Tổ quốc tôi) là bản giao hưởng thơ của nhà soạn nhạc người Séc Bedřich Smetana. Ông viết bản giao hưởng thơ này vào các năm 1872-1879. Tác phẩm gồm sáu bản. Đây là tác phẩm nổi tiếng nhất của ông. Trong sáu bản đó, nổi tiếng hơn cả là bản Vltava.

## Chi tiết
Đất nước tôi  là một tập thơ giao hưởng sáu bài của nhà soạn nhạc người Séc Bedřicha Smetana,lấy cảm hứng từ lịch sử, truyền thuyết, và phong cảnh Séc. Sáu phần của tập Đất nước tôi bao gồm Vyšehrad, Vltava, Šárka, Z českých luhů a hájů, Tábor a Blaník. Tập thơ giao hưởng này được coi là thành tựu lớn nhất của Smetana được sáng tác vào những năm 1874 đến 1879, khi mà ông bị điếc hoàn toàn.
Smetana bắt đầu soạn bản Vyšehrad cuối tháng 9 năm 1874, khi mà ông vẫn chưa bị điếc, tuy nhiên đến trong tháng 10 thì ông dần bị điếc hẳn. Bản nhạc này được hoàn thành vào mồng một tháng 11 năm 1974 cũng là lúc ông hoàn toàn không nghe thấy gì. Đến cuối năm 1874 ông vẫn đang soạn bản Sông Vltava và hai bài tiếp theo được viết vào năm sau đó. Sau đó Smetana nhận và thực hiện công việc khác trong khoảng vài năm, cho đến năm 1878/79 thì tiếp tục quay lại với tập thơ này. Thời gian này cũng là lúc ông soạn tiếp hai bản Tábor và Blaník, là hai bản có liên hệ mật thiết. Trong thời gian soạn những bản đầu tiên, Smetana vẫn chưa có tưởng tượng kết thúc tác phẩm như thế nào, phải đến mãi cho đến khi có bản cuối cùng. Tác phẩm được chơi như là một tập thống nhất vào ngày 5 tháng 11 năm 1882 tại Praha ở đảo Slovanský, tuy nhiên những bài riêng lẻ thì đã được biểu diễn riêng trước đó.
Tác phẩm xuất hiện trong thời kỳ dư âm của âm nhạc phục hưng Séc, và mặc dù chưa được tiếp nhận nhiều từ phía công chúng nhưng dần dần đã trở thành một trong những đỉnh cao âm nhạc cổ điển Séc. Má vlast là đĩa nhạc đầu tiên được thu âm lần đầu bở giàn nhạc giao hưởng Séc. Mỗi năm vào ngày 12 tháng 5, ngày mất của Smetna, bản nhạc được chơi như là bản nhạc khai mạc tại lễ hôi nhạc cổ điển Mùa xuân Praha tại Praha.

## Âm thanh
| Giao hưởng thơ Tổ quốc tôi của Smetana, bản thứ nhất: Vltava-The Moldau |  |
|                                                                         |  |
|                                                                         |  |

| Giao hưởng thơ Tổ quốc tôi của Smetana, bản thứ ba: Sarka |  |
|                                                           |  |
|                                                           |  |

## Thời kỳ phát sinh

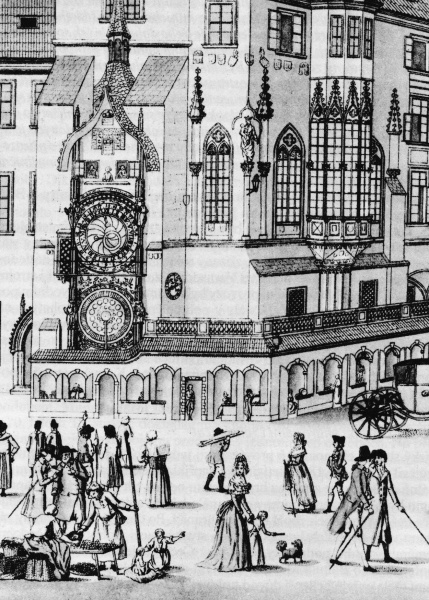
cuộc sống cuối thế kỷ 18 tại Praha

Nửa đầu thế kỷ 19 đánh dấu thời kỳ phục hưng quốc gia của Séc, mà đi đầu trong phong trào này là Josef Dobrovský (hay Josef Jungmann) với mục đích làm sống lại ngôn ngữ tiếng Séc, nâng cao ý thức người dân về tinh thần dân tộc. Thời kỳ chính của phong trào này tuy rằng chỉ diễn ra trong vòng có 10 năm vào những năm chuyển giao giữa hai thế kỷ 18, 19 nhưng vấn đề tự quyết dân tộc của người Séc thì còn kéo dài đến tận thế kỷ 20. Nói cách khác cả vấn đề sân khấu nhạc kịch Séc cũng được thảo luận làm cách nào để nhạc kich Séc trở nên mạnh hơn. Hầu hết đều cho rằng có thể đạt được kết quả tốt nhất bằng việc tạo ra những tác phẩm thơ, nhạc đề, ý tưởng giống với của Smetana.
Trung tâm nhạc tự nhiên của âm nhạc Séc bấy giờ là tại Praha. Tại đó vào năm 1963 đã tổ chức buổi thảo luận nghệ thuật mà các thành viên tham dự là những nghệ sĩ cổ điển như: Vítězslav Hálek, Josef Mánes, Jan Evangelista Purkyně hay là Bedřich Smetana, bản chất là đóng góp các tác phẩm nghệ thuật mang đậm chất riêng của Séc. Cũng trong thời kỳ này tồn tại hai nhóm hát mà trong năm 1862 đã biểu diễn tại lễ hội hát Praha bằng nhạc thuần Séc.
Trong không khí trở lại của tinh thần dân tộc, người ta đã nảy ra suy nghĩ rằng xây dựng nhà hát quốc gia cho những công việc cân thiết của người dân Séc. Để thực hiện ý tưởng này dàn đồng ca ra đời để chuẩn bị cho việc xây dưng nhà hát quốc gia. Do sự cần thiết khẩn cấp, nhà hát được xây dựng tạm thời, và chờ đến năm 1862 mới mở cửa. Nhờ có sự tồn tại của những vở opera của nhà hát tạm thời, mà dẫn tới nhà hát có khả năng biểu diễn cả những cảnh opera hay giàn nhạc giao hưởng lớn, cái mà những nhóm hát không có khả năng. Năm 1886, 4 năm sau khi mở cửa nhà hát tạm thời, Bedřich Smetana, một trong những người xuất sắc nhất trong dòng nhạc cổ điển Séc, và là người sáng lập ra nhạc dân tộc Séc, trở thành chỉ huy Opera.

## Phát sinh
Tập thơ giao hưởng sáu bài mà đến sau cùng được đặt tên là Má vlast xuất hiện vào giữa những năm 1874-1879. Tập thơ được Smetana sáng tác dần dần và từ đầu ông cũng không có kế hoạch cụ thể rằng sẽ kết thúc nó như thế nào, hay là sẽ có bao nhiêu phần. Bốn bài đầu tiên xuất hiện đồng thời và không phụ thuộc lẫn nhau, cho đến hai bài cuối thì đã được sáng tác có chủ định với mục đích kết thúc cả tập thơ sáu bài này.

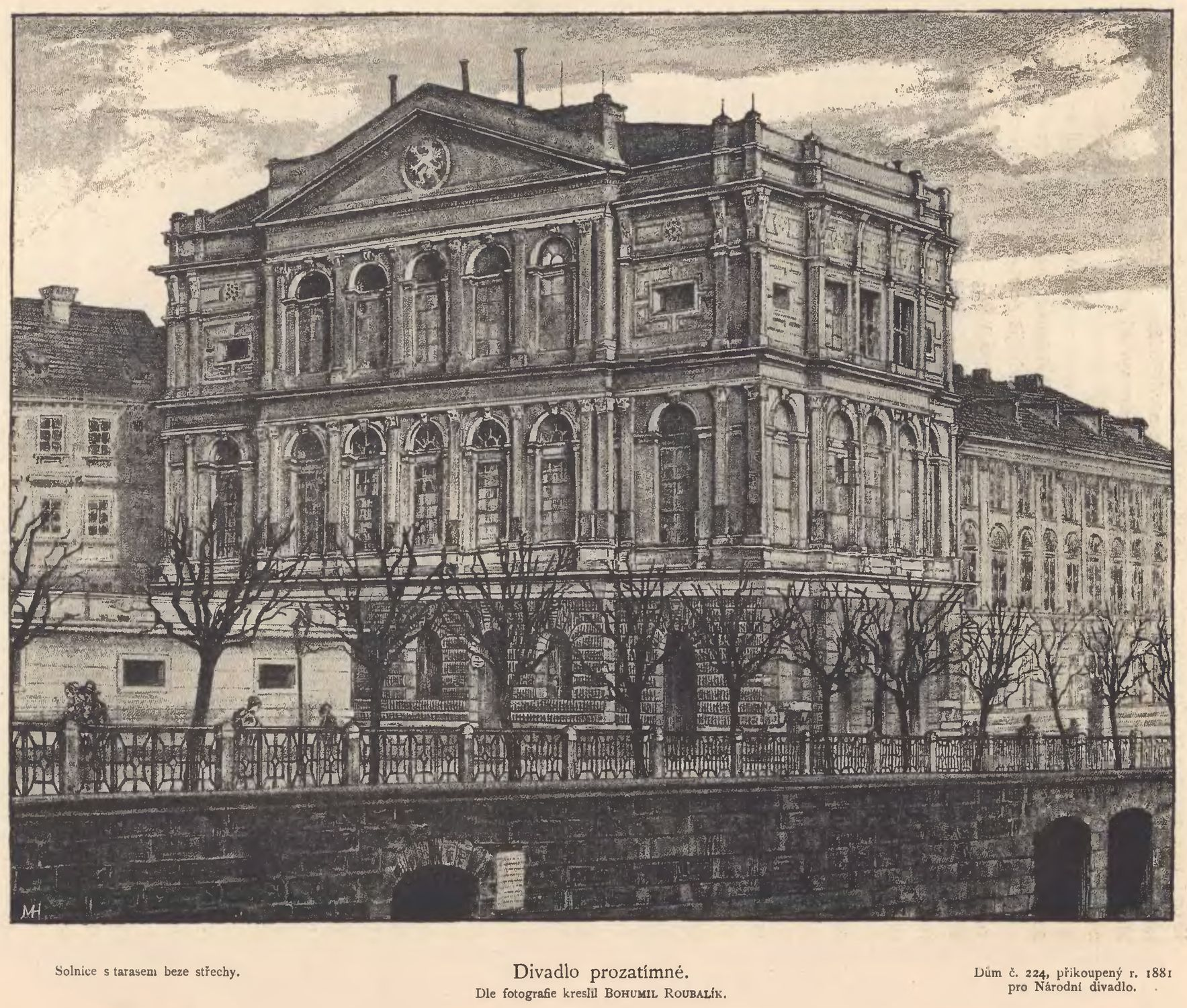
Nhà hát tạm thời Bohumila Roubalíka

Bài đầu tiên từ năm 1874 được gọi là Vyšehrad (Má vlast) xuất hiện vào thời gian mà Smetana trải qua một thời kỳ khó khăn. Từ năm 1866 ông đã giữ chức lãnh đạo nghệ sĩ opera của nhà hát tạm thời. Smetana có dự định từ những vở opera này sẽ làm opera có ý nghĩa thế giới, vì vậy dần dần ông thêm vào những buổi dựng tập những tác phẩm văn tiếng như của Carl Maria von Weber, Wolfgang Amadeus Mozart, Ludwig van Beethoven, Gioacchino RossiniDaniel Auber. Tuy nhiên trong không khí dư âm của phục hưng quốc gia Séc Smetana ngày càng bị trách móc rằng quá tập trung vào những bản opera của thế giới, và ông nên thêm vào những vở opera những tác phẩm đặc trưng của đất nước. Hướng vào Smetana khi đó có František Pivoda, một trong những nhà phê bình âm nhạc Séc thời bấy giờ, người đã chỉ trích Smetana từ không có ý thức dân tộc và nghiêng về phía những người trẻ, cáo buộc Smetana ghen tị với các nhà soạn nhạc khác, hoặc các tác phẩm của Smetana ma theo Pivod thì thường không được chất lượng cho lắm cho đến là gái mại dâm thiếu lòng tự hào dân tộc.
Trước áp lực của các nhà phê bình, Smetana đã rời bỏ chức vụ lãnh đạo opera. Tuy nhiên giới các nghệ sĩ hàng đầu bầy tỏ sự không hài lòng với việc này và đã tác động để ngay năm sau đó Smetana lại quay lại giữ chức trưởng Opera. Vở opera hài kịch mới của ông Dvě vdovy (hai góa phụ) ngoài những người hưởng ứng lại làm dấy lên một làn sóng của các nhà phê bình ngày càng chỉ trích Smetana mạnh hơn. Sau thời kỳ khó khăn năm 1873/1874 Smetana cũng bị kiệt sức bởi những hệ quả của làn sóng công kích cá nhân. Cũng trong năm này, Smetana để ý thấy rằng sự cảm nhận âm ở mỗi tai của minh khác nhau. Sau đó tai trái ông bị ù và ngày càng trở nên bị điếc, cho đến khoảng 19, 10 tháng 10 năm 1874 thì điếc hoàn toàn trong khi đêm 19 ông vẫn còn xem opera và vẫn còn nghe được .

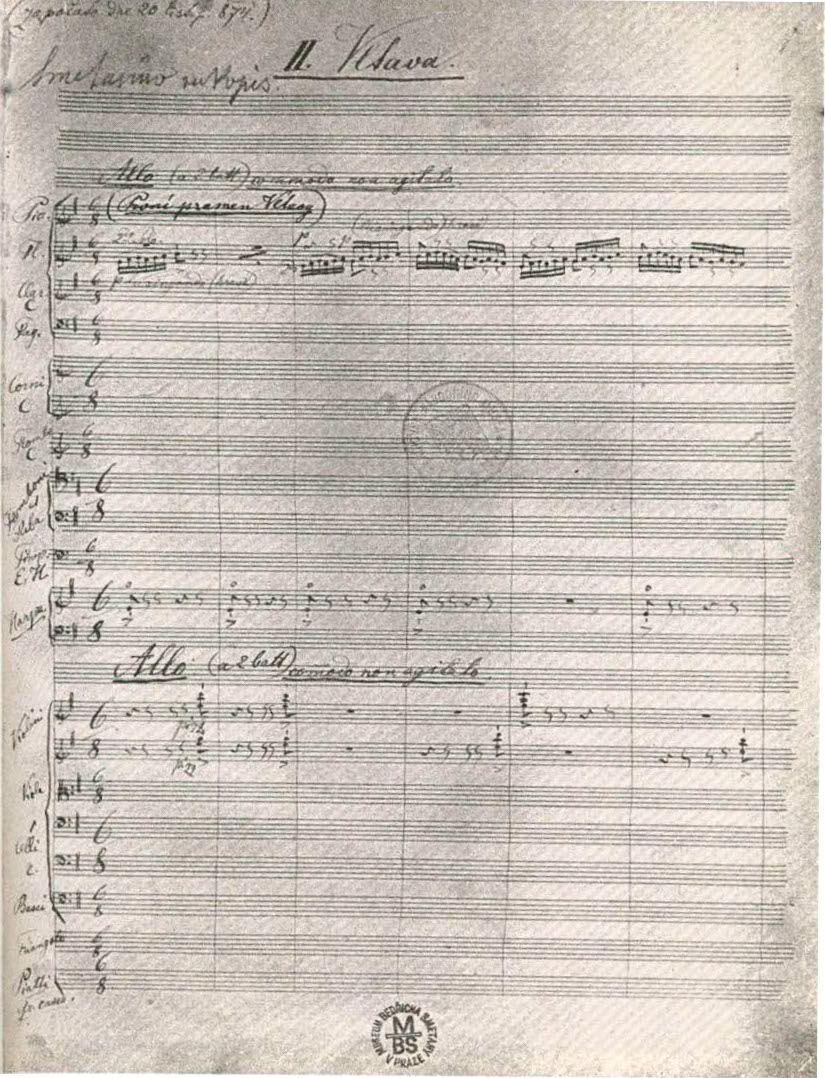
Bản phối khí cua Smetana cho Vltavě

Smetana sau đó đã từ bỏ chức vụ ở nhà hát và từ ngày 1 tháng 11 giữ vị trí này là một trong những người đối nghịch chính của ông Jan Nepomuk Maýr. Smetana đã trải qua một thời gian khó khăn của cuộc đời, mà nghịch lý là ông dành nhiều thời gian cho các công việc của nhà soạn nhạc hơn và không bị phân tâm bởi những công việc xã hội, các hoạt động ngoài lề, cùng với việc xây dựng nhà hát opera Praha. Say mê trong công việc vì vậy đến 18 tháng 11 ông đã công bố bản Vyšehrad hoàn chỉnh.. Đến ngày 14 tháng 3 năm 1875 thì bản này được công chiếu. Khả năng sáng tạo của Smetana vẫn phát triển mạnh ngay cả khi ông bị điếc. Hai ngày sau khi hoàn thành bản Vyšehradu ông bắt đầu thực hiện bản tiếp theo Vltava. Bản này Smetana cố gắng vẽ ra hình dạng con sông lớn nhất nước Séc Vltava.. Bản này hoàn thành xong vào ngày 8 tháng sau đó và được công chiếu vào 4 thang 4 năm 1875.
Bản thơ giao hưởng thứ 3 tên là Šárka được hoàn thành vào 20 tháng 2 năm 1875 và được đặt tên theo chiến trường Šárka từ truyền thuyết Dívčí válka của Séc. Ba bản đầu tiên được sáng tác tại Praha, bản thứ tư Z českých luhů a hájů(từ những đồng cỏ và cánh rừng), được hoàn thành vào 18 tháng 10 và soạn trong một ngôi nhà của thợ săn ở Jabkenice. Sau khi hoàn thành bốn bản Smetana nối cả bốn bản phối khí lại và đặt tựa đề là Na Vlasť (cho đất nước).

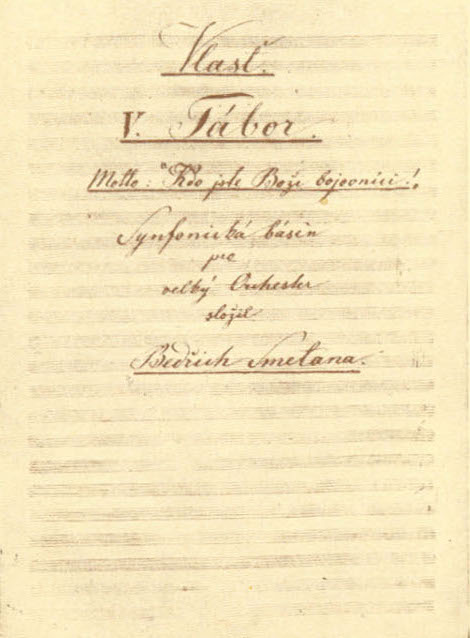
Trang giới thiệu của Táboru

Trong suốt một năm đưa ra bốn bản thơ giao hưởng. Báo chí đương đại nói về bốn bản thơ này như một bản tetralogii, tuy nhiên Smetana tự mình nghĩ rằng tron tương lai phải bằng cách nào đó đóng lại và đưa vào đó những ý tưởng cao nhất. Trong thời gian tiếp theo sau đó, Smetana được giao việc ở một kế hoạch khác như opera Hubička (opera) và Tajemství (opera) hoặc những bản nhạc viết cho 4 nhạc cụ Z mého života. Ông quay trở lại với chủ đề thơ giao hưởng dân tộc của minh năm 1878.
Bản thứ năm là Tábor được hoàn thành vào 13 tháng 12 năm 1878, được công chiếu vào 4 tháng 1 năm 1880. Bản này được đặt tên theo một thành phố miền nam nước Séc thành phố Tábor, mà năm 1420 sản sinh ra phong trào Hut, và trong suốt cuộc chiến tranh Hút giữ vai trò trung tâm. Smetana trong quá trinh viết bản này liên tưởng đến cuộc chiến tranh Hut, và là bài thánh ca Hut Ktož jsú boží bojovníci. Bản thứ sáu có tên là Blaníkđược hoàn thành vào ngày 9 tháng 3 năm 1879 và được công chiếu vào 4 tháng 3 năm 1889. Bản này được đặt tên theo tên của một đỉnh núi ở trung Séc đỉnh Blanik, němž podle staročeské pověsti spí vojsko v čele se svatým Václavem a čeká, až bude českému národu nejhůře. Sau khi hoàn thành Blaníku Smetana nối hai bản cuối lại với bốn bản trước đó và đặt tên là Má vlast, đồng thời kết thúc tập thơ giao hưởng. Tên Má vlast được nhắc đến lần đầu nhiều khả năng nhất là ở trên báo Dalibor ngày 10 tháng 9 năm 1879.
Bản mẫu:Citát
Poté, co Smetana celý cyklus zakončil, zkomponoval ještě verzi pro čtyřruční klavír. Při komponování této verze Mé vlasti byl Smetana do jisté míry omezen technickou povahou díla (technické možnosti čtyřručních klavírních skladeb jsou přirozeně menší než u skladeb komponovaných pro klavíry dva) i tím, že některé pasáže cyklu jsou vyloženě orchestrálního charakteru, a nebylo proto možné je převést do verze čtyřručního klavíru. V situacích, kdy ve skladbě v orchestrální verzi nastávají části s několikanásobnými hudebními linkami, byl Smetana nucen vybrat jen některou či některé z nich. Podle Lukáše Matouška může skutečnost být klíčem pro určení původně zamýšlené Smetanovy interpretace díla.

## Sự hưởng ứng

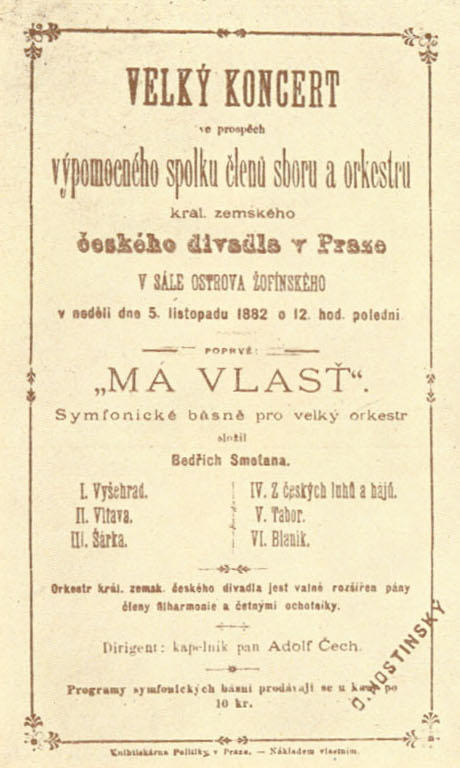
Tờ quảng cáo cho lần diễn đầu của Má vlasti

Dù đã tồn tại như một tập thơ sáu bài nhưng những bài riêng lẻ của tập thơ vẫn được chơi riêng ở những dàn nhạc khác nhau. Lần đầu tiên tập thơ giao hưởng này được biểu diễn như một tập trọn vẹn sáu phần là ngày 5 tháng 11 năm 1882; buổi ra mắt được thực hiện tại hội trường ở Žofín, tập thơ được tập với sự giúp sức của các thành viên giàn đồng ca và giàn nhạc giao hưởng nhà hát hoàng gia Séc dưới sự chỉ huy của nhạc trưởng Adolf Čech. Đến dự buổi biểu diễn có cả Smetana. Đó là buổi biểu diễn cả tập sáu bài đầu tiên và cũng là cuối cùng mà Smetana đến dự (ông chết hai năm sau đó).
Những buổi biểu diễn Má vlast tiếp theo cũng chỉ diễn ra lác đác. Lần thứ hai biểu diễn Má vlast vào ngày 12 tháng 5 năm 1887 nhân kỷ niệm 3 năm ngày mất Smetana. Cả tập Má vlast được biểu diễn nhiều hơn khi xuất hiện giàn nhạc giao hưởng Séc, có khả năng học chơi những phần khó. Nhờ có giàn nhạc giao hưởng Séc, các buổi hòa nhạc diễn ra nhiều hơn so với trước đó, vì vậy, cả Má vlast cũng được chơi nhiều hơn. Má vlast được chơi tương đối sớm ở nước ngoài, như Đức, Anh cũng như ở Séc, khi mà những bài riêng lẻ được chơi sớm nhất.
Năm 1929 Má vlast được ghi ra đĩa hát. Đĩa hát được thu từ giàn nhạc giao hưởng Séc dưới sự chỉ huy của Václav Talich. Đó là đĩa hát đầu tiên được thu bởi giàn nhạc giao hưởng Séc. Những năm sau đó, giàn nhạc giao hưởng Séc quảng bá Má vlast khắp đất nước cũng như ở nước ngoài. Sau một thời gian ngắn, tập thơ đã trở nên quen thuộc cả ngoài nước. Bản nhạc ngày nay đã trở thành một tác phẩm đỉnh cao không chỉ của Bedřich Smetana, mà của cả nền âm nhạc cổ điển Séc nói chung.
Má vlast được chơi hàng năm vào ngày 12 tháng 5 (ngày mất Smetana) như là phần khai mạc của lễ hội nhạc cổ điển mùa xuân Praha. Năm 2002 trong buổi hòa nhạc khai mạc lần đầu tiên Má vlast được chơi bởi một người không phải gốc châu Âu, đó là một người Nhật Bản Ken-ičiró Kobajaši.

## Nội dung

### Vyšehrad

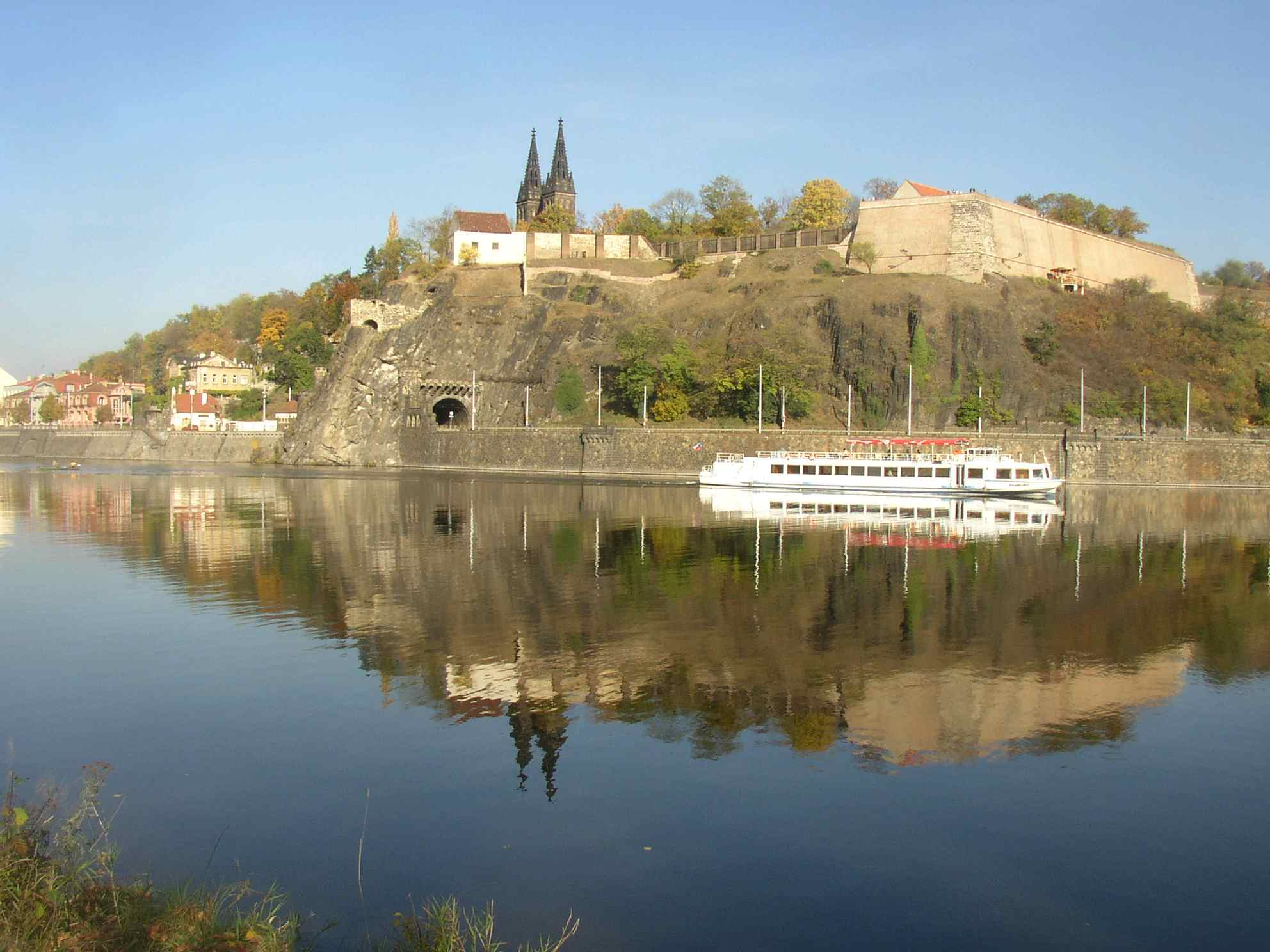
Vyšehrad phía trên sông Vltava

Bài thơ bắt đầu bằng tiếng đàn hác pơ của nhà thơ trung cổ Lumíra và chuyển thành âm thanh cung điện. Phần này giới thiệu nhạc đề chính mà sẽ sử dụng ở các phần khác trong cả tập thơ. Nhạc đề 4 âm (b-é-d-b) giới thiệu Vyšehrad và vang lên ở cuối bản Vltava và ở bản cuối bản Blaník. Smetana nói về bản này: 
„Harfy věštců začnou; zpěv věštců o dějích na Vyšehradě o slávě, lesku, turnajích, bojích až konečné úpadku a zříceninách. Skladba končí v elegickém tónu..."
Cho phần mở đầu arpeggio của bài thơ, bản phối khí yêu cầu hai đàn hác pơ (harf). Sau phần hòa âm chiếm ưu thế đến phần nhạc cụ khí, tiếp theo là nhạc cụ kéo, sau đó cả dàn giao hưởng cùng đạt tới đỉnh. Phần tiếp theo Smetana hồi tưởng lại câu chuyện của lâu đài, đồng thời sử dụng âm điệu nhanh hơn để hồi tưởng hành khúc chiến thắng. Bề ngoài đỉnh cao của chiến thắng bị ngắt quãng bởi những đoạn xuống, sự tàn phá Husita. Sau đó lại vang lên âm mở đầu của đàn hác pơ, lại hồi tưởng lại vẻ đẹp của lâu đài mà đã bị biến thành đống đổ nát. Bản thơ giao hưởng này kết thúc bằng im lặng, mà diễn tả dòng sông vltava chảy qua dưới lâu đài.

### Vltava
Vlatava dài gần 12 phút và được viết ở cung e thứ. Smetana viết về nó như sau:
„Skladba líčí běh Vltavy, začínaje od prvních obou praménků, chladná a teplá Vltava, spojení obou potůčků do jednoho proudu; pak tok Vltavy v hájích a po lučinách, krajinami, kde zrovna se slaví veselé hody; při noční záři lůny rej rusalek; na blízkých skalách vypínají se pyšně hrady, zámky a zříceniny, Vltava víří v proudech Svatojánských; teče v širokém toku dále ku Praze. Vyšehrad se objeví, konečně mizí v dálce v majestátním toku svém v Labi."
Vltava thích ứng với bài thơ dân ca Ý nguồn gốc thời phục hưng La Mantovana, chuyển động của nó có thể tìm thấy trong bài quốc ca Israel Hatikva. Theo cung nhạc nó gần giống với âm điệu bài dân ca Séc Kočka leze dírou.

### Šárka
Lời tác giả:
„V této skladbě se nemíní krajina, nýbrž děj, bajka o dívce Šárce. Skladba počne líčením rozzuřené dívky, jež pomstu přísahá za nevěrnost milence celému mužskému pokolení. Zdáli je slyšet příchod Ctirada s jeho zbrojnoši, který táhna na pokoření a potrestání dívek. Už zdáli zaslechnou nářek (ač lstivý) přivázané dívky u stromu, při pohledu na ni obdivuje Ctirad krásu její – zahoří milostnými city pro ni, osvobodí ji, ona připraveným nápojem obveselí a opojí jak Ctirada tak zbrojnoše až k spánku. – Na dané znamení lesním rohem, které v dálce ukryté dívky zodpoví, vyhrnou se tyto ku krvavému činu, hrůza všeobecného vraždění, vzteklost nasycené pomsty Šárky – toť konec skladby."
Bài này mở đầu bằng đoạn nhạc nhanh mà sớm đã chuyển sang phần điều hòa hơn miêu tả hành khúc đoàn hộ tống của Ctirad. Bất ngờ giàn nhạc bùng nổ sau đó đánh dấu sự nhìn thấy của Šárky bởi. Phần tiếp theo Moderato, ma con calore được tô điểm bằng sự biến động yêu thương của Ctirad với Šárka và theo Holzknechta nó nó liên quan tới một trong những cảnh dục vọng nhất của Smetana.
Skladbu otevírá úvodní dynamická pasáž, kterou brzy střídá střídmější část, jež líčí pochod Ctiradovy družiny. Nenadálé „výbuchy" orchestru potom naznačují spatření Šárky Ctiradem. Následuje oddíl Moderato, ma con calore, který barvitě vykresluje Ctiradovo milostné vzplanutí k Šárce a podle Václava Holzknechta se jedná o jednu z nejerotičtějších Smetanových scén.

### Z českých luhů a hájů
Trong bài này không có câu chuyện thực tế nào được gửi vào, nhưng nó ca ngợi, vẻ đẹp của phong cảnh Séc. Phần đầu phác họa sự cao quý của rừng mà theo sau đó là miêu tả các hội làng. Nó lấy cảm hứng của phong cảnh quanh Jabkenic nơi mà tác giả ở lại. Tác giả viết về nó như sau:
„Toť všeobecné kreslení citů při pohledu na českou zem. Ze všech stran tu zazní zpěv plno vroucnosti, jak veselý tak melancholický z hájů a luhů. Lesní kraje v sólech hornistů – a vesele ourodné nížiny labské a jiné a jiné, vše se tu opěvuje. Každý může ze skladby té si vykreslit, co mu libo – básník má volnou cestu před sebou, arciť musí skladbu v jednotlivostech sledovat."

### Tábor
Smetana coi thời kỳ Hut (Husitství) như thời kỳ đỉnh vao của lịch sử Séc. Tábor là kỉ niệm cho thời gian này. Nền móng của bài thơ là bản thánh ca của những người Hut Ktož jsú boží bojovníci cái mà được nhận thấy trong suốt cả bản nhạc ở các dạng khác nhau. Smetana ghi chú về Tábor rằng:

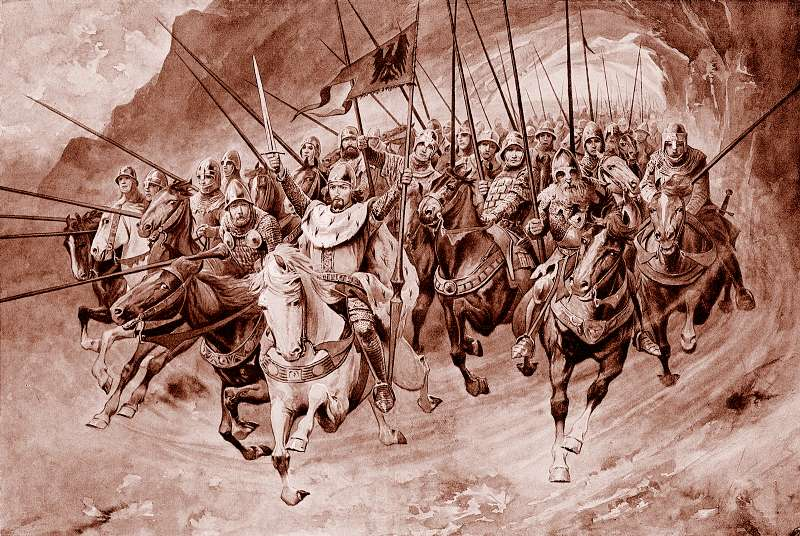
Thánh Václav khởi hành cùng các hiệp sĩ blanic từ núi (minh họa của Věnceslav Černý cho những truyền thuyết cổ của Séc của Alois Jirásek, 1898)

„Motto: Kdož jste boží bojovníci! Z této velebné písně pozůstává celá stavba skladby. V sídle hlavním – v Táboře – zazněl tento zpěv zajisté nejmohutněji a nejčastěji. Skladba líčí též pevnou vůli, vítězné boje a vytrvalost, a tvrdošíjnou neústupnost, kterou skladba též také končí. Do detailu se nedá rozdrobit, nýbrž zahrne všeobecnou slávu a chválu husitských bojů a nezlomnost povahy husitův."

### Blaník
Bắt đầu nhạc của Blaník chính xác ở chỗ vừa kết thúc Tábor và có làn điệu tương tự. Bài thơ lại lần nữa vang lên bản thánh ca Hut, tuy nhiên lần nay ở đoạn khác, đoạn kết của Blaník. Lời gốc của bài này là bản thánh ca của Hut rằng " cuối cùng luôn luôn chiến thắng" là lời chú dẫn cho sự hồi sinh của dân tộc Séc và sự phát triển của chiến thắng. Hai bản cuối cùng nhau tạo ta một cặp giống như hai bản đầu Vyšehrad và Vltava. Tác giả nói rằng:
„Jest pokračování předešlé skladby: Tábor. Po přemožení reků husitských skryli se tito v Blaníku a čekají v těžkém spánku na okamžik, kde vlasti mají přijíti na pomoc. Tedy ty samé motivy jako v Táboře slouží v Blaníku za podklad stavby: 'Kdo jste boží bojovníci'. Na podkladě této melodie (tohoto hus. principu) se vyvine vzkříšení národa českého, budoucí štěstí a sláva! kterým vítězným hymnusem, v podobě pochodu, skončí skladba a tak celá řada symf. básní „Vlasť". Co malé intermezzo zazní v této skladbě též kratinká idyla: kresba polohy Blaníku, malý pastucha si huláká a hraje a ozvěna mu odpovídá."

## Chú dẫn

### Bài viết tương tự
Bản mẫu:Portál Hudba
- Muzeum Bedřicha Smetany

### Sách báo
- Bản mẫu:Citace monografie
- Bản mẫu:Citace monografie
- Bản mẫu:Citace monografie
- Bản mẫu:Citace monografie
- Bản mẫu:Citace monografie